# Budistična kongregacija Dharmaling
Budistična kongregacija Dharmaling je budistična organizacija, večinoma aktivna na Zahodu. Predstojnik organizacije, Lama Shenphen Rinpoče, ki sledi Gelug tradiciji, je uradno priznan Tulku v tibetanski skupnosti, in ima nesektaški (Rime) pristop. Učenja Dharmalinga so tradicionalna, vendar prilagojena tako, da so dostopna zahodnjakom in njihovemu življenju. Reden program učenj poteka v treh različnih državah in bolj periodična učenja v drugih državah, kjer obstajajo študijske skupine. Vsako leto se prav tako organizirajo umiki in seminarji. Dharmaling je tudi aktiven na humanitarnih področjih, preko neprofitne organizacije Amchi, ki je bila ustanovljena leta 1989. Dharmaling je registrirana verska skupnost pri Uradu Vlade RS za verske skupnosti.
Budistična kongregacija Dharmaling je tudi podpisnica sporazuma z Republiko Slovenijo, in je kot takšna 6. verska skupnost, ki je podpisala takšen sporazum v Sloveniji (po štirih krščanskih in muslimanski skupnosti).

## Ozadje

### Začetek
Obstoj Dharmalinga je odvisen od dejavnosti njegovega predstojnika v osebi Lame Shenphena Rinpočeja, in od interesa, ustvarjenega s strani budistov ali zainteresiranih posameznikov v raznih državah. Za boljši odgovor na njihove potrebe in zahteve je bila ustanovljena organizacija. Sprva kot neprofitna organizacija je Dharmaling začel s svojimi aktivnostmi v Franciji in Španiji, in se potem preselil v Slovenijo, kjer se je vkoreninil in razširil. Sedaj Dharmaling obstaja kot registrirana verska skupnost v Sloveniji in na Madžarskem, in kot neprofitna organizacija v Avstriji in Rusiji. Obstaja še več skupin poleg teh glavnih vej, le-te so organizirane bolj kot študijske skupine, in redno organizirajo obiske Lame Shenphena Rinpočeja. Lama Shenphen Rinpoče poučuje reden program v Sloveniji, Avstriji in na Madžarskem, sledeč tradicionalnim tekstom kot so npr.: »37 praks Bodisatve«, »Lam Rim«, »Kolo ostrih orožij«, »Srčna sutra«, »Lobdžong«, …– vendar podaja učenja tudi o bolj splošnih temah, da bi poudaril razumevanje nekaterih konceptov in predstavil primerne načine za prakticiranje le-teh v vsakdanjem življenju. Med takšnimi temami so: «Mir in Praznina«, »Kako ravnati s čustvi«, »Vstop na Pot Vadžrajane«, »Praksa Bodičite v vsakodnevnem življenju«, …

### Širitev
Potem, ko se je Dharmaling vkoreninil v Sloveniji, se registriral pri državi kot verska skupnost, je hitro postal najhitreje rastoča verska skupnost v tej državi. Sociologi so postali zelo zainteresirani v to gibanje in si začeli skupnost pobližje ogledovati. Dandanes se je ta študija razvila v sodelovanje in Lama Shenphen Rinpoče je redno vabljen v osnovne šole, srednje šole in na univerzo, da bi predstavil budizem in odgovoril na različna vprašanja. Ko se je Dharmaling razširil v Sloveniji, se je tudi registriral kot verska skupnost na Madžarskem, kjer je, kot bolj strukturiran, potekal reden program učenj in praks. Da bi odgovoril na potrebe in zahteve različnih praktikantov in rednih obiskovalcev, je Dharmaling ločil svoje aktivnosti med kongregacijo ter zavodom, ki se bolj posveča vsem organizacijskim in finančnim zadevam. Kratek čas potem se je kupila hiša v Ljubljani in postala prvi posvečeni budistični tempelj v Sloveniji. Dharmaling je tudi najel stanovanje na Madžarskem, kar je omogočilo postavitev manjšega templja in gostovanje rednih dejavnosti in praks za lokalno skupnost.

## Duhovni učitelji in linija
1.   Lama Shenphen Rinpoče
Glavni učitelj in duhovni direktor organizacije, Lama Shenphen Rinpoče, se je rodil leta 1969 v Franciji. Lama Shenphen se je formalno vključil v budizem pri 16. letih, ko je vzel zatočišče, postal menih in vstopil v samostan Nalanda. Leta 1990, pri 21. letih, je Rinpoče vzel polno meniško posvetitev z Njegovo svetostjo Dalajlamo v Daramsali. Rinpoče je Tulku Lame Genduna Rabgyea iz samostana Kharnang (Kham).
2.   Obiskujoči učitelji
Dharmaling si prizadeva vabiti učitelje različnih linij budizma. Gešeji in Lame so redno vabljeni za nekaj dni ali nekaj mesecev. Kot obiskujoče učitelje je Dharmaling lahko sprejel Gešeja Khedrupa, ki je Larampa Geše iz samostana Sera-Jhe, in Tulkuja Gyatsa, ki je Rinpoče iz Khama (Tibet).
3.   Linija
Glavna transmisija učenj in praks prihaja iz Gelugpa tradicije, vendar tudi iz Njingma in Kagju šol. Po nasvetih Lame Shenphena Rinpočeja, in da praktikanti ne bi bili izpostavljeni zmedi, glavne prakse sledijo bolj Gelugpa. Bolj napredni praktikanti lahko sledijo tekstom iz drugih tradicij. Učenja se podajajo v skladu s tradicijami štirih različnih šol budizma (Gelug, Sakja, Kagju, Njingma), odvisno od vrste prejete transmisije. Lama Shenphen Rinpoče kot svoje glavne učitelje navaja Gomo Tulkuja, Lamo Zopo Rinpočeja, Kensur Rinpočeja Geše Tekchoga, Njegovo svetost Dalajlamo in Lamo Gendunea Rinpočeja.

## Sangha
Dharmaling Sangho sestavlja tradicionalno posvečena Sangha – z menihi in nunami različnih stopenj redovništva, od Rabdžung do Gelong – vendar po širini zajema tudi skupnost laičnih praktikantov v različnih državah.

## Dejavnosti in financiranje
1.   Program aktivnosti
Program Dharmalinga sestavljajo redna učenja na podlagi tradicionalnih učenj in bolj splošna predavanja. Rinpoče primerno času in prostoru izbere slediti seriji učenj, včasih po več mesecev na specifičen tekst, ali podati govor na specifično temo. Ko Rinpoče vidi, da so bile osnove razumljene in da se redna praksa izvaja, poda iniciacije osnovnih božanstev ali povabi druge učitelje, da jih podajo. Besedilo prakse je prevedeno v domači jezik države, in je obrazloženo.
2.   Prakse
V tej organizaciji se organizirajo različne prakse in obredi. Od rednih javnih praks, odprtih za vse, od meditacije osredotočanja do analitičnih meditativnih praks, rednih praks nekaterih Bud – sledeč tradicionalnim tekstom, prevedenih v domači jezik države – do bolj izdelanih obredov, včasih na prošnjo za osebo, ki se sooča s problemi, za bolne ali preminule.
3.   Zdravljenja
Kot prepoznan zdravilec z rokami je Lama Shenphen Rinpoče v mnogih državah pogosto naprošen, da s svojimi sposobnostmi pomaga in zdravi različne bolezni s svojimi rokami. Lama Shenphen Rinpoče združuje svoje zdravilne sposobnosti z razumevanjem problemov in njihovega reševanja v skladu z budističnimi učenji. Naprošen je tudi zaradi svojih prerokovalnih sposobnosti in po potrebi izvede »Mo«.
4.   Humanitarne dejavnosti
Organizacija je bila učinkovita tudi preko Amchi, neprofitne organizacije in od leta 1989 sistema sponzoriranja, ki danes v Tibetu, Nepalu in Indiji sponzorira preko 60 otrok in odraslih. Amchi je zelo selektiven in pozoren na to, da sprejme le kandidate, ki so potrebni pomoči, in za katere je mogoče nadzirati porabo sponzorskih sredstev. Amchi je dejaven tudi  v Rusiji, Sloveniji in Tibetu, kjer se je udejstvoval v različnih projektih na področju zdravstva in izobraževanja. Financiralo se je dispanzer, tuše, redna pomoč z oblekami in zdravili se nudi sirotišnici in bolnišnici v Rusiji, in v Sloveniji je Amchi aktiven pri zbiranju in distribuciji različnih predmetov kot so mila, obleke…
5.   Financiranje
Dharmaling je ena redkih organizacij, kjer so vse aktivnosti osnovane na podlagi donacij. Vsa učenja, prakse, iniciacije, so prosta plačila. V primeru organiziranja seminarja na drugi lokaciji se zaprosi za plačilo, ki krije organizacijske in bivalne stroške. Člane se spodbuja, da postanejo odgovorni in da razumejo potrebo po finančni udeležbi pri podpiranju obstoja in projektov  organizacije in budizma na sploh.